# 공리적 양자장론
공리적 양자장론(公理的 量子場論, axiomatic quamtum field theory)는 물리학 이론 중 하나인 양자장론을 수학적으로 최대한 엄격하고 체계적으로 정립하려는 수리물리학의 한 분야다.
양자장론은 아주 성공적인 물리학 이론이다. 양자장론은 많은 미시적 물리계를 아주 정확하게 예측할 수 있다. 하지만 성공적인 물리학 이론이 반드시 수학적으로도 잘 정립되어 있을 필요는 없다. 과학 이론에서 수학적 모델링을 사용하였더라도 반드시 그 이론의 결론 도출 과정 전체가 수학적으로 잘 정의 되어야 하거나 수학적으로 옳은 과정을 거쳐야만 하는 것은 아니다. 반면에 수리물리학은 그 목적 자체가 과학적인 기준에서 당시에는 불필요할지라도, 수학적으로 최대한 엄격하고 체계적으로 물리학 이론을 정립하는 데 있다. 그리고 이러한 정립은 때론 라그랑주 역학, 뇌터의 정리, 해밀턴 역학 같이 물리학자들에게 더욱 심오한 관점을 제공한다. 주로 함수해석학과 연산자대수를 사용하며, 보충 경계같은 위상수학적 방법이나 게이지 이론(수학)같은 미분기하학적 방법도 사용된다. 공리적 양자장론의 유명한 문제로 2000년에 클레이 수학 재단이 제안한 밀레니엄 7대 수학 난제들 가운데 양-밀스 이론의 존재성과 질량 간극 가설 증명 문제가 있다.

## 공리적 양자장론들

### 가딩-와이트만 공리
가딩-와이트만 공리(Gårding-Wightman axioms)는 가장 처음 제안된 공리적 양자장론이다. 대수적 양자장론으로 분류된다. 수리물리학자 아서 와이트만(Arthur Wightman)과 수학자 라스 가딩(Lars Gårding)이 1950년대에 제안하였다. 이 공리는 양자장론을 민코프스키 시공간을 배경으로 하고 양자장을 힐베르트 공간에 작용하는 연산자 값을 가진 분포(distribution)으로 묘사한다. 양-밀스 이론의 존재성과 질량 간극 가설 증명 문제에서 양-밀스 이론을 적어도 가딩-와이트만 공리만큼 엄밀하게 서술하길 요구하고 있다. 가딩-와이트만 공리로 묘사되는 의미있는 상호작용을 가진 양자장론은 별로 없으며, 그마저도 다 4차원 미만의 시공간에서 양자장론들이다.

### 헤이그-카스틀러 공리
헤이그-카스틀러 공리(Haag–Kastler axioms)는 대수적 양자장론으로 분류된다. 이 공리는 양자장을 민코프스키 시공간의 열린 집합들에 정의된 C*-대수로 묘사한다.

## 같이 보기
- 함수해석학
- C*대수
- 분포
- 양자장론
- 대수적 양자장론

## 참고 문헌
- Fewster, Christopher J.; Rejzner, Kasia. “Algebraic Quantum Field Theory -- an introduction”
- Folland, Gerald. "Quantum Field Theory A Tourist Guide for Mathematicians"